# 대한항공 631편 활주로 이탈 사고
대한항공 631편 활주로 이탈 사고(Korean Air Flight 631)는 2022년 10월 23일, 에어버스 A330-300 여객기가 인천국제공항에서 출발, 필리핀 라푸라푸시티의 막탄 세부 국제공항에 착륙하던 도중 활주로를 이탈하는 사고를 가리킨다. 승무원 포함 탑승자 중 사상자는 발생하지 않았다. 해당 항공기는 전면부 일부와 랜딩기어가 손상되어 최종적으로 말소 조치하였다.

## 개요
2022년 10월 23일, 인천국제공항을 출발하여 막탄 세부 국제공항으로 향하던 대한항공 631편이 착륙을 시도하던 중, 기상악화로 착륙을 중단, 재이륙후 여러차례에 걸쳐 착륙을 시도하였다. 그러나 2회에 걸친 착륙과정에서 실패하자, 비상착륙을 결정하였다. 이후 631편은 착륙을 진행하였으나 활주로를 지나쳐 정지하였다. 당시 항공기에는 승객과 승무원 총 173명이 탑승하고 있었으나 인명피해는 발생하지 않았다.
사고 이후 대한민국 국토교통부는 사고수습본부를 설치하였으며 필리핀 당국과 현지 공관과의 연락을 통해 사고를 수습하고 있으며 항공기 견인을 위해 필리핀 공항당국과 협의하고 있다. 대한항공은 총괄대책본부를 운영하여 현지 상황과 승객의 안전여부 대체편 투입 등을 종합하여 결정을 하며 공항의 정상화를 위해 인력을 파견하였다.
또한 사고로 활주로가 폐쇄됨에 따라 에어부산, 진에어 등 세부로 향하던 모든 항공편 운항이 클라크 국제공항 등의 인근 공항으로 회항되었다. 사고 다음날인 10월 25일, 대한항공은 승객의 귀국지원을 위한 대체 항공편을 출발시켰으며 사고기 탑승객 중 귀국을 희망하는 승객 10여명과 사고 항공기편으로 귀국을 하려던 승객 110여명이 대체편을 이용하여 인천국제공항을 통해 입국하였다.

## 기체 정보
해당 사고 항공기는 유럽의 에어버스에서 제작한 에어버스 A330-300 항공기로 등록번호는 HL7525의 등록번호를 가지고 있다. 사고기는 1998년 6월 26일자로 대한항공에 인도되었다.

## 같이 보기
- 대한항공의 사건 및 사고
- TAM 항공 3054편 활주로 이탈 사고